# Polonia (Schiff)
Die Polonia ist eine Ro-Pax-/Eisenbahnfähre der polnischen Reederei Unity Line. Das Schiff verkehrt zwischen Świnoujście in Polen und Ystad in Schweden.

## Geschichte
Das Schiff wurde unter der Baunummer 163 auf der norwegischen Werft Langsten Slip & Båtbyggeri in Tomrefjord gebaut. Die Kiellegung fand am 25. April, der Stapellauf am 21. Oktober 1994 statt. Die Fertigstellung und Ablieferung erfolgten am 26. Mai 1995.
Das Schiff wurde von Unity Line unter der Flagge der Bahamas auf der Fährverbindung zwischen Świnoujście und Ystad in Dienst gestellt. Seit Ende 2019 fährt das Schiff unter der Flagge von Zypern.

## Technische Daten und Ausstattung
Das Schiff wird von vier Viertakt-Sechszylinder-Dieselmotoren des Typs Stork-Wärtsilä 6SW38 mit jeweils 3.960 kW Leistung angetrieben. Die Motoren wirken über Untersetzungsgetriebe auf zwei Propeller. Das Schiff ist mit drei Bugstrahlrudern ausgestattet.
Für die Stromerzeugung stehen zwei Wellengeneratoren mit jeweils 2.969 kVA Scheinleistung und drei von Dieselmotoren mit jeweils 1.730 kW Leistung angetriebene Generatoren mit jeweils 2.042 kVA Scheinleistung zur Verfügung.
Die Fähre verfügt über drei Fahrzeugdecks. Auf dem Hauptdeck (Deck 3) stehen 1060 Spurmeter zur Verfügung. Hier verfügt die Fähre auch über sechs Eisenbahngleise mit laut Reederei insgesamt 600 m Länge (an anderer Stelle ist von 740 m Gleislänge die Rede), die allerdings nicht mehr genutzt werden. Das Hauptdeck ist über eine Heckzufahrt hinter einem nach oben auffahrbahren Tor zugänglich. Auf dem darüberliegenden Fahrzeugdeck (Deck 4) stehen 1140 Spurmeter zur Verfügung. Dieses Deck ist über eine Zufahrt zugänglich, die am Heck auf der Backbordseite seitlich angelegt werden kann. Weiterhin stehen hier auf der Backbordseite zwei Seitenpforten zur Verfügung. Das Fahrzeugdeck auf Deck 4 ist nach hinten offen, die letzten Meter des Decks sind nicht gedeckt. Im vorderen Teil des Decks ist ein weiteres Fahrzeugdeck für den Transport von Pkw eingehängt (Deck 5). Die maximale Achslast auf den Decks 3 und 4 beträgt 15 t.
Oberhalb der Fahrzeugdecks befinden sich unter anderem drei Decks mit den Einrichtungen für die Passagiere, zwei Decks mit Passagierkabinen (Deck 6 und Deck 8) und ein Deck mit öffentlichen Einrichtungen (Deck 7). Hier stehen den Passagieren unter anderem mehrere Bars und Restaurants und eine Cafeteria zur Verfügung. Weiterhin befinden sich an Bord zwei Konferenzräume.
Die Kapazität der Fähre ist mit 918 Passagieren angegeben. Für dieses stehen 212 Kabinen mit insgesamt 618 Betten – 92 Doppel-, 46 Dreibett- und 74 Vierbettkabinen – zur Verfügung. Die Kabinen sind teilweise Außen- und teilweise Innenkabinen.
Die Brücke befindet sich auf dem obersten Deck im Bugbereich der Fähre. Sie ist über die gesamte Breite geschlossen. Zur besseren Übersicht beim An- und Ablegen und beim Navigieren in engen Fahrwassern gehen die Nocken etwas über die Schiffsbreite hinaus.